# Xanthophytum brookei
Xanthophytum brookei är en måreväxtart som beskrevs av Axelius. Xanthophytum brookei ingår i släktet Xanthophytum och familjen måreväxter. Inga underarter finns listade i Catalogue of Life.